# Scaphochlamys rubromaculata
Scaphochlamys rubromaculata är en enhjärtbladig växtart som beskrevs av Richard Eric Holttum. Scaphochlamys rubromaculata ingår i släktet Scaphochlamys och familjen Zingiberaceae. Inga underarter finns listade i Catalogue of Life.